# Smešnye ljudi!
Smešnye ljudi! (Смешные люди!) è un film del 1977 diretto da Michail Abramovič Švejcer.

## Trama
Il film si svolge durante le prove di un insolito coro. Il film racconta le storie di cantanti divertenti.